# Janusz Szrom
Janusz Szrom (nacido el 16 de noviembre de 1968 en Grodków) es un cantante de jazz y compositor polaco.

## Biografía

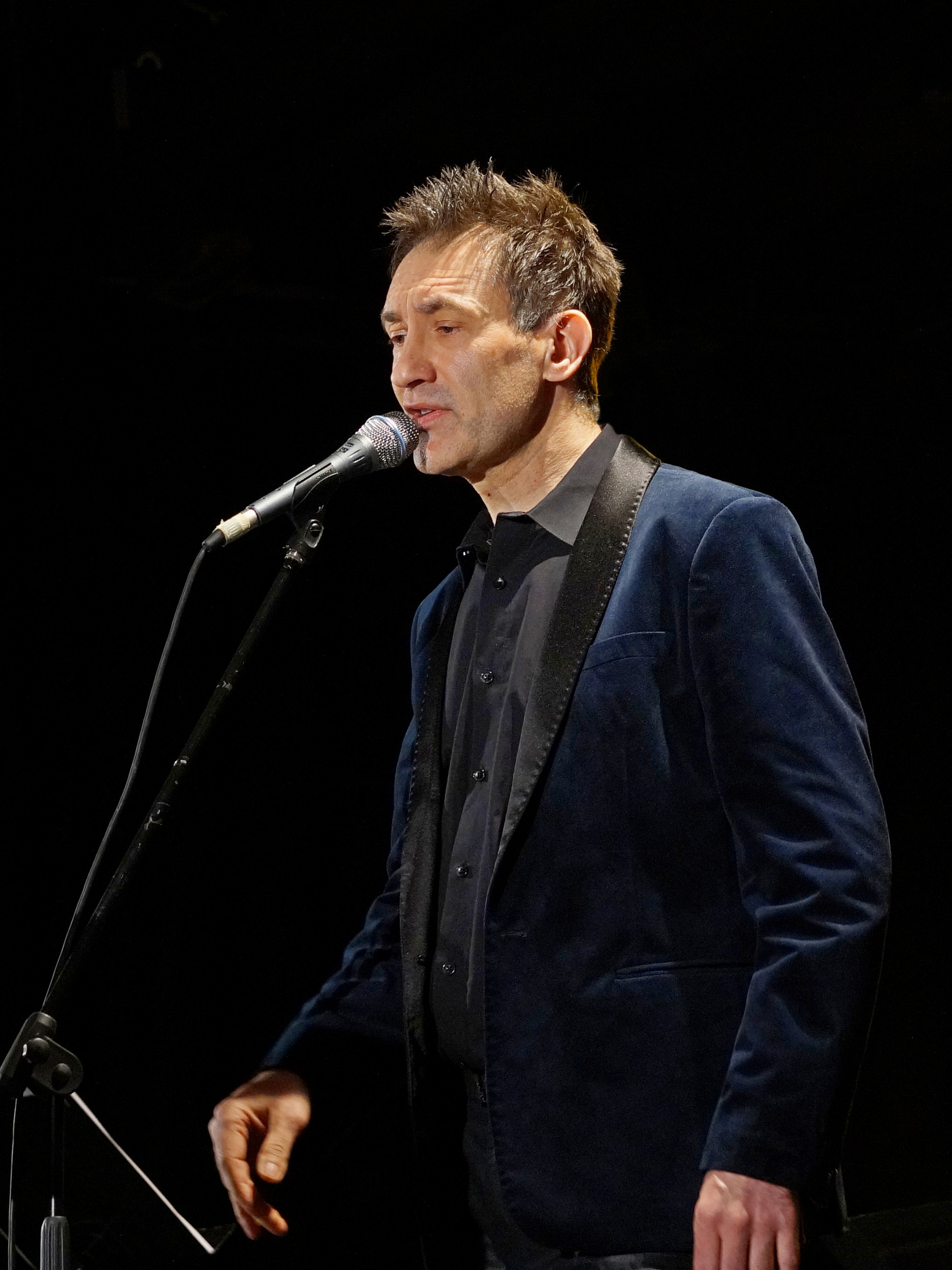
Janusz Szrom, Varsovia 2014

Su educación música comenzó en 1977 en el piano, en la Escuela de Música de Nysa. Luego, en 1981, empezó a tocar la trompeta sin dejar de perfeccionar las habilidades de piano en la Escuela de Música Chrzanów. En 1989, después de graduarse de la Escuela Secundaria de Música de Cracovia, con especialización en trompeta (menor en piano), entró por primera vez Juan Pablo II Universidad a tocar el órgano y más tarde (en 1990) se matriculó en la Universidad Musical de Cracovia a estudiar teoría musical. Finalmente, en 1992 se comenzó a estudiar en Katowice, en la prestigiosa Universidad de Karol Szymanowski de la Escuela de Música de Jazz y Música Popular. En 1995, recibió su maestría con honores como vocalista de Jazz. En enero de 2012, recibió el grado de Doctor por la Universidad Federico Chopin de Música de Varsovia.
Su carrera como vocalista de jazz comenzó en 1994, cuando ganó el honor el 2.º lugar en la Reunión Internacional de Vocalistas de Jazz en Zamość. El año que viene, en 1995 - fue el ganador del premio de primera publicidad en la Caída Pomeranian Jazz-"Key to Door de la carrera", que es uno de los honores más importantes para un joven artista de lograr. Desde entonces ha actuado en numerosos festivales y encuentros musicales, como Jazz nad Odrą, Jamboree Jazz, Jazz Meeting antiguo "Złota Tarka" en Iława, Festival de Jazz Standard en Siedlce, Muzeum Jazz en Ostrów Wielkopolski, Festival Nacional de la Canción polaca de Opole y Encuentros Internacionales de Vocalistas de Jazz en Zamość.
En 2008, Janusz Szrom fue seleccionado por Michel Legrand para realizar su famoso ¿Qué está haciendo el resto de su canción durante el concierto de la vida de Legrand en el prestigioso Festival de Jazz 50 Aniversario Jamboree en Varsovia. Vocalista de Jazz del Año en Polonia durante los años de 2009, 2010, 2011, 2012, 2013 y 2014 elegido por los lectores de la "Jazz Forum" de la revista.
A excepción de la realización de activos, también tiene una gran experiencia como compositor, arreglista y maestro. Imparte clases en el Colegio vocal Federico Chopin de Música de Varsovia, en el Teatro Aleksander Zelwerowicz la Academia en Varsovia y en la Academia de Música de Poznań. Además, ha trabajado durante muchos años como profesor e instructor de Talleres de Verano famosos de la música Jazz en Puławy y Chodzież. Janusz Szrom ocupa el cargo de director artístico del Taller Musical Polonia y Ucrania en Leópolis. Además de sus apariciones en varios programas de televisión y en programas de radio como Kabaret Olgi Lipińskiej ([Olga Lipinska Cabaret), Irena Kwiatkowska y sus invitados y otros, se ha desempeñado como maestro de actuación en programas de televisión como Star Academy o Jak oni śpiewają.
Tomó parte en dos actuaciones musicales de teatro:
- en 1999, en Ateneum Theatre, Varsovia, en la obra de teatro inspirada en la letra de Jonasz Kofta - Kofta (dirigida por Artur Barciś), coprotagonizada por Joanna Trzepiecińska;
- en 2008, en Centralny Basen Artystyczny, en la obra de teatro basada en las mejores canciones de pulimento del siglo XIX gran compositor Stanisław Moniuszko, reorganizado por los más grandes compositores contemporáneos como Włodzimierz Nahorny o Andrzej Jagodzinski - Moniuszkowo (dirigida por Barbara Dziekan).

Janusz Szrom es también autor del proyecto musical llamado Straszni Panowie Trzej. Le pasa a ser un arreglo de jazz primera de las canciones del cabaret inolvidable Gentelmen antigua, escrita por Jerzy Wasowski y Jeremi Przybora. En 2009, dos de sus discos: "Straszni Panowie Trzej" y "Habla conmigo" ha adquirido una Awards disco de oro. Un miembro del consejo del PSJ (Sociedad Polaca Jazz) desde el año 2009.

## Medallas
- Medalla de Bronce al Mérito Cultural «Gloria Artis» (2013)

## Discografía
- "Jazzowe poetycje" - Jacek i Wojtek Niedzielowie, Koch International 1996
- "Szeptem" - Anna Maria Jopek, Mercury / Polygram, 1998
- "SODA", Koch International 1998
- "Gniew" - muzyka hacer filmu Marcina Ziębińskiego, Koch International 1998
- "Opole'99" - piosenki z pochodzące koncertu Premier 36 Krajowego Festiwalu Piosenki Polskiej "Opole '99"
- "Jazz w Polsce-Antologia, 1950-200" - (Pierwsza antologia Jazzu w Polsce), Polskie Radio SA 2002
- "Duke po polsku" - Banda Wojciech Mlynarski y Zbig de: Futurex 2002
- "Historia roku minionego" - Jacek Niedziela, Megaus WA Records 2002
- "Kofta na bis-różni wykonawcy" - (Piosenki Jonasza Kofty), Warner Music Polonia 2002
- "Para Miłość Mi Wszystko Wyjaśniła" - Duszpasterstwo Środowisk Twórczych i Sportu Diecezji Warszawsko-Praskiej 2005
- "The Best of Jazz Smooth Polish vol.2" - Polonia Records 2006
- "Nieszpory - Artyści Polscy Janowi Pawłowi II w Hołdzie" - Stowarzyszenie Miłośników muzyki Chrześcijańskiej Gospel / Polskie Radio SA 2006
- "Straszni Panowie Trzej" - (Piosenki z Kabaretu Starszych Panów), AGORA 2006
- "GITANA - eléctrico, ecléctico" - GITANA 2007
- "Cicho, Cicho pastuszkowie" - Kolędy Włodzimierza Nahornego i Bogdana Loebla / BLUE NOTE 2007
- "Piosenki Jonasza Kofty" - (Zapis koncertu w radiowej "Trójce" 06.05.2002) / gazeta Rzeczpospolita 2007
- "Strofki o miłości" - (Zapis koncertu w radiowej "Trójce" 12.03.2006) / gazeta Rzeczpospolita 2007
- "Hymny - Artyści Janowi Pawłowi II w Hołdzie" - Stowarzyszenie Miłośników muzyki Chrześcijańskiej Gospel 2008
- "Cafe Fogg" - (Piosenki Mieczysława Fogga), Sony BMG 2008
- "Przy Sercu Twoim" - (Kantata Maryjna Zbigniewa Małkowicza), Zbigniew Małkowicz 2008
- "El jazz polaco 2007" - (Sześciopłytowy caja zawierający perełki jazzowe Polskich Gwiazd), Documentos Polonia 2008
- "Pogadaj ze mna" - (Piosenki Wojciecha Młynarskiego i Włodzimierza Nahornego), AGORA 2008
- "Patroni Europy i Polski - Artyści Janowi Pawłowi II w Hołdzie" - Stowarzyszenie Miłośników muzyki Chrześcijańskiej Gospel / Polskie Radio SA 2009
- "Ewa Uryga - jedno spojrzenie" - Registros Grami 2009
- "Mazurek" - (Książka dla dzieci i płyta CD o Fryderyku Chopinie), Mazowieckie Centrum Kultury i Sztuki 2010
- "Vibraslap" - (Pierwszy autorski álbum grupy Vibraslap, LUNA 2010
- "Kaczmarski & Jazz" - (Piosenki Jacka Kaczmarskiego w jazzowych interpretacjach Marii Sadowskiej, Anny Serafińskiej i Janusza Szroma), MUSIC QM 2010
- "Mlynarski, ZYJ kolorowo" - (seria: "Poeci Polskiej Piosenki), Universal Music Group 2011
- "Przybora - Piosenka jest na wszystko dobra" - (seria: "Poeci Polskiej Piosenki), Universal Music Group 2011
- "Fabryka Kolęd" - (Album grupy Fábrica de voz wokalnej), Producciones Wratislavia 2011
- "El Kolędy Ingenieros Band." - (Album Gran Bandu Politechniki Warszawskiej), Banda de Ingenieros 2011
- "Osiecka o miłości" - (Various Artists), Universal Music Polska 2012
- "Twoje Niebo - dzień po dniu" -  Wydawnictwo Karmelitów Bosych 2012
- "Śpiewnik" - (Janusz Szrom / Zbigniew Wrombel), Estudio Realizacji Myśli Twórczych 2012
- "Duke po polsku. Live, Jazz Jamboree 2001" - (Wojciech Młynarski / Zbigniew Jaremko & Zbig's Band), Airtech, Polskie Radio 2013
- "Ballady i niuanse" - Polskie Radio 2013
- "Straszni Panowie Trzej 2" - (Piosenki z Kabaretu Starszych Panów) - Blue Note 2014
- "Sześć oceanów" - (100 utworów zarejestrowanych w latach 1962 – 2013. Różni wykonawcy) Polskie Radio 2014
- "65 lat polskiej piosenki" - (Antologia polskiej piosenki powojennej. Różni wykonawcy) Polskie Radio 2014
- "Five o,clock Orchestra. Jubilee. Feat. Janusz Szrom" - Polskie Stowarzyszenie Jazzu tradycyjnego 2015
- "Dixie Brotherhood. Feat. Janusz Szrom. TRAIN TO NEW ORLEANS" - Dixie Brotherhood 2015
- "Sześć oceanów. Ocean Popielaty" - (pierwszy z "Sześciu oceanów" Agnieszki Osieckiej) Polskie Radio 2015
- "Sześć oceanów. Ocean Różowy" - (drugi z "Sześciu oceanów" Agnieszki Osieckiej) Polskie Radio 2015
- "Faceci do wzięcia" - (Janusz Szrom & Bogdan Hołownia) Studio Realizacji Myśli Twórczej 2016
- „Pamiętajmy o Osieckiej” - Kolekcja Okularników” Magic Records 2016
- "Tryumfy Króla Niebieskiego" (Różni wykonawcy), Bartosz Hadała 2016
- "Kolędy i pastorałki" (Józef Eliasz i Eljazz Big-band. Anna Serafińska i Janusz Szrom), Eljazz 2016
- "Zaczarowana miłość" (Piosenki Leona Sęka. Wykonawcy różni), Soliton 2016
- "Janusz Szrom. Inaczej" (Piosenki Jerzego Jarosława Dobrzyńskiego), J.Szrom 2016
- "Wojciech Majewski. nie było lata" (Na motywach poezji Stanisława Grochowiaka), MTJ 2017
- "Frank Sinatra. 100-lecie urodzin. Koncert" (Koncerty w Trójce), Polskie Radio 2017